# Tichý potok (Belá)
Der Tichý potok (deutsch Tychabach oder Stiller Bach, ungarisch Tycha-patak oder Csendes-patak, polnisch Cicha Woda [Liptowska]) ist ein 14,2 km langer Bach in der Nordslowakei und einer der Quellflüsse der Belá in der Landschaft Liptau (slowakisch Liptov).
Der Bach entspringt in der westlichen Hohen Tatra unterhalb des Sattels Hladké sedlo und fließt zuerst gegen Nordwesten, dann Westen und nimmt zahlreiche Zuflüsse aus dem Bergmassiv Červené vrchy rechts sowie vom Gebirgsstock um den Berg Veľká kopa herum links des Bachs, beide bereits in der Westtatra gelegen. Im weiteren Verlauf wendet sich der Strom in südwestliche und dann südliche Richtung und bildet nordöstlich von Podbanské mit dem orographisch linken Nebenfluss Kôprovský potok den Fluss Belá.
Der Name weist auf den relativ gemäßigten und „stillen“ Lauf, im Gegensatz zum rauschenden und wilden Fluss Belá oder im Vergleich mit anderen Bächen in der Tatra, hin. Im deutschen und ungarischen gab es vor dem Ersten Weltkrieg nur phonetisch angepasste Namen, erst danach erschienen auch Übersetzungen des slowakischen Namens.